# مسجد سلفيلي (كوموتيني)
مسجد سلفيلي (باليونانية: Σελβιλί Τζαμί)‏ ، من (بالتركية: Selvili Camii)‏، المعروف محلياً أيضًا باسم المسجد المكسور (باليونانية: Σπασμένο Τζαμί)‏، كان سابقًا مسجدًا من العصر العثماني في بلدة كوموتيني، تراقيا الغربية، في اليونان. ولم يُعد محفوظاً بأي شكل من الأشكال، إذ لم يبق منه إلا مئذنته.

## الوصف
لم يتبق اليوم من المسجد سوى مئذنته، وهي نفسها نصف مدمرة، وقبر عثماني يعود تاريخه إلى 1761 ويعود إلى قيصرية (تركيا) سليمان أفندي. في 7 يناير 2019، أكملت لجنة إدارة أملاك المسلمين في كوموتيني تسجيل المسجد- الذي تبلغ مساحته 472 مترًا مربعًا- في مكتب المساحة في كوموتيني.

## أنظر أيضا
- الإسلام في اليونان
- قائمة المساجد السابقة في اليونان
- اليونان العثمانية